# Полски хвощ
Полският хвощ (Equisetum arvense) е вид храстовидно многогодишно растение от групата на хвощовете. Те имат два вида стъбла – стерилни и спороносни, като стерилните израстват след увяхването на спороносните. Стерилните стъбла израстват два пъти по-дълги от спороносните, като се състоят от до 20 сегмента с дължина 2 – 3 cm. Общата им дължина може да достигне 60 cm. Полският хвощ може да бъде неприятен плевел, защото след отскубването му израства отново от намиращите се дълбоко под земята ризоми.

## Разпространение
Полският хвощ се среща в северното полукълбо. Pасте в умерени, тропически и субарктическите региони на Евразия от Исландия, Великобритания и Португалия до Корея и Япония, на цялата територия на Северна Америка и на територията на бившия Съветски съюз. Полският хвощ е широко разпространен в цяла България по влажни места, ниви и ливади, по насипи край реките, по-рядко в гори до към 1600 м н.в.

## Лечебно действие и приложение
В българската народна медицина хвощът се употребява при пясък и камъни в бъбреците и жлъчката, кръвохрачене, белодробна туберкулоза, водянка, подагра, ревматизъм, атеросклероза, напикаване, стомашни болки, уриниране на кръв, кръвоизливи в белите дробове.